# Rehbach (Rhein)
Der Rehbach ist ein 29 km langes Fließgewässer in Rheinland-Pfalz und ein linker Zufluss des Rheins. Er bezieht sein Wasser hauptsächlich vom Speyerbach, dessen linker Mündungsarm er ist.
Der Bach ist als Gewässer II. Ordnung eingestuft. Von kommunaler Seite ist für seine Betreuung der Gewässer-Zweckverband Rehbach-Speyerbach zuständig, der 1985 gegründet wurde und seinen Sitz in Ludwigshafen hat.

## Geographie

### Verlauf
Der Rehbach besitzt keine eigene Quelle, sondern wird auf 131 m Höhe in Neustadt an der Weinstraße am Winzinger Wassergescheid mit einem Drittel der Wassermenge vom Speyerbach nach links abgeleitet.
In die Sandsteinquader des vor 1561 künstlich geschaffenen Wasserbauwerks wurden bei Renovierungen 1569 und 1745 entsprechende Inschriften eingemeißelt. Innerhalb der von Rehbach und Speyerbach gebildeten Gabelung steht seit 1969 das Kurfürst-Ruprecht-Gymnasium. Nach dem Verlassen der Neustadter Gemarkung durchfließt der Rehbach anfangs in östlicher, später in nordöstlicher Richtung den Westteil der Rheinebene. Er bewegt sich dabei im Bereich der Nordkante des dreieckigen, sich nach Osten verbreiternden Schwemmfächers entlang, in dem Speyerbach und Rehbach Sedimente abgelagert haben. Der größte Teil des Schwemmfächers ist mit dem Speyerer Wald bestanden, dessen Westspitze der Ordenswald bildet.
Der Rehbach quert die Kreisgrenze von Neustadt zum Landkreis Bad Dürkheim und tritt dabei über in das Gebiet der verbandsfreien Gemeinde Haßloch. Direkt östlich dieser Grenze trieb das Bachwasser früher die Pfalzmühle an. In der Gewann Am Streitert ist nach links der Landwehrgraben abgeleitet, der zum Betrieb weiterer Mühlen geschaffen wurde und in Iggelheim wieder in den Rehbach zurückmündet. Gut 1 km bachabwärts der Ableitung stand die Obermühle. Anschließend durchfließt der Rehbach das Industriegebiet Süd und läuft dann am Südrand von Haßloch entlang, wo er früher die Sägmühle und etwas weiter östlich die Neumühle antrieb.
Auf seinem weiteren Lauf durch die Ebene passiert der Rehbach den Süden des Ortsteils Iggelheim von Böhl-Iggelheim und wendet sich bei der Unterquerung der Autobahn 61 (Kaldenkirchen–Autobahndreieck Hockenheim) für etwa 600 m nach Norden. Die verbandsfreie Kleinstadt Schifferstadt durchläuft er wieder in Nordostrichtung. Diese Richtung behält der Bach bei, bis er nach Kohlhof und Rehhütte auf die Bundesstraße 9 (Kranenburg–Scheibenhardt) trifft. An dieser entlang fließt der Rehbach zwischen Limburgerhof und Neuhofen nach Norden. An Neuhofens Nordwestrand biegt er erneut nach Nordosten um und passiert auf der Gemarkung von Ludwigshafen-Rheingönheim den dortigen Wildpark und die Waldmühle. Im Osten der Gemarkung fließt er an dem auf seiner linken Seite liegenden Kulturdenkmal Kastell Rheingönheim vorbei.
Nachdem er seinen Lauf für die letzten 700 m noch einmal nach Norden gewendet hat, mündet der Rehbach östlich der Rheingönheimer Wohnbebauung auf 88 m Höhe von links in den Oberrhein.
Der 29 km lange Lauf des Rehbachs endet ungefähr 43 Höhenmeter unterhalb seines Ursprungs, er hat somit ein mittleres Sohlgefälle von nur etwa 1,5 ‰.

Bach-Impressionen
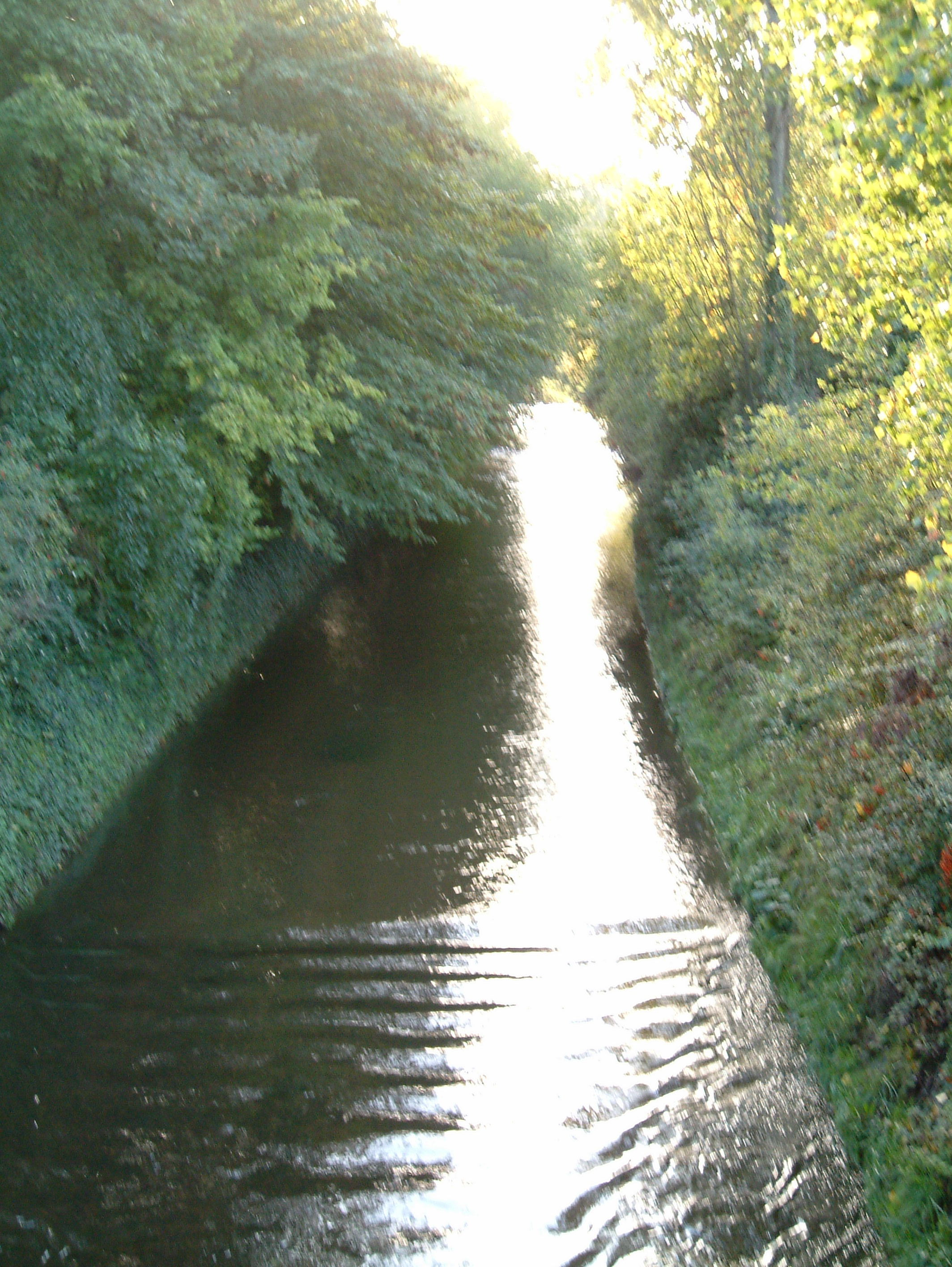
Unterhalb des Winzinger Wassergescheids
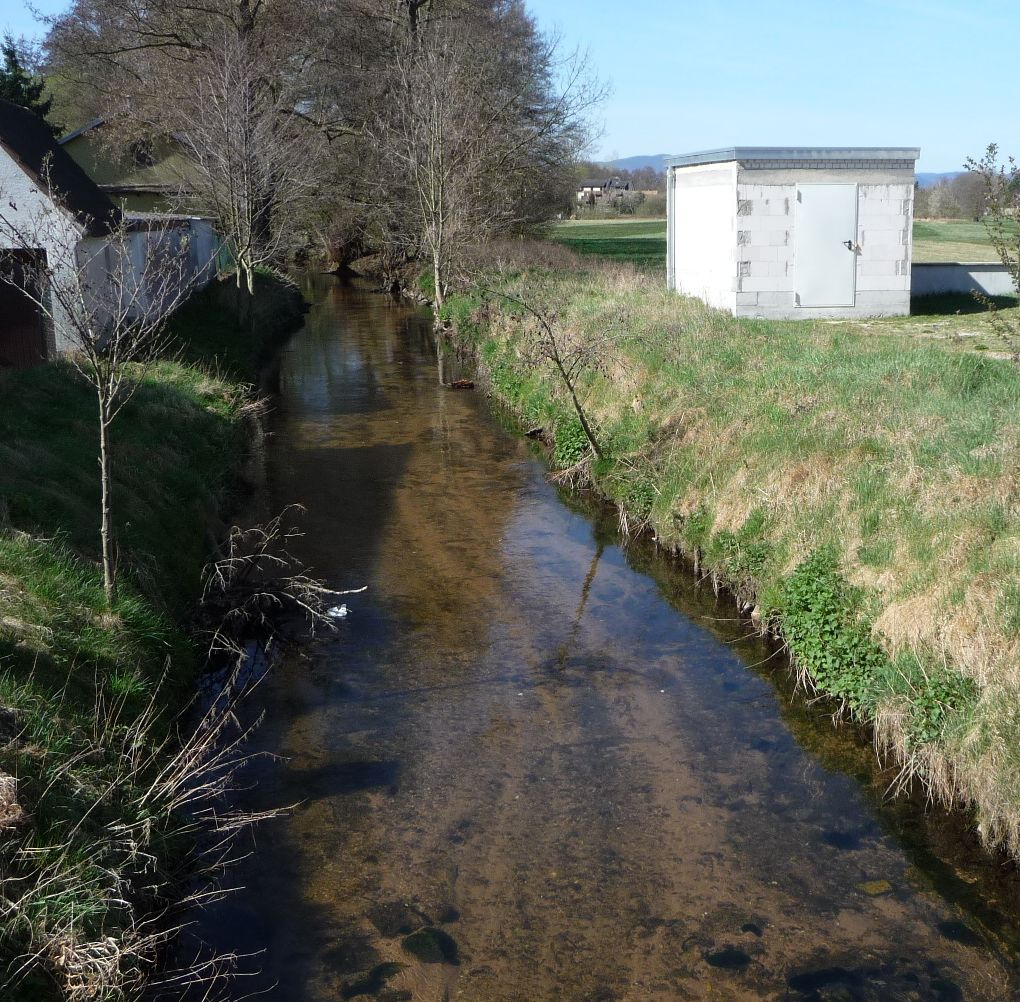
An der Haßlocher Fohlenweide
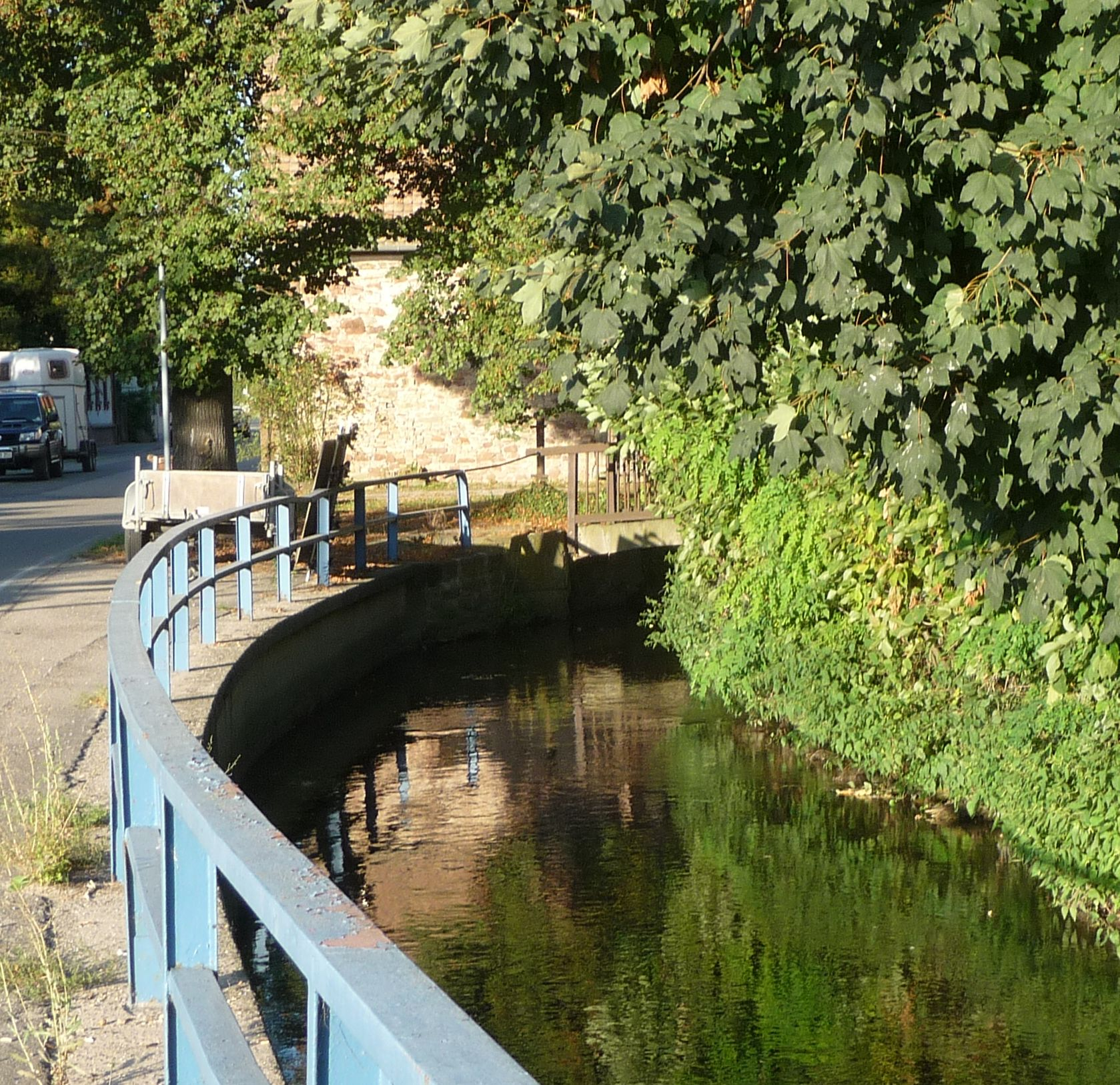
An der Rehhütte
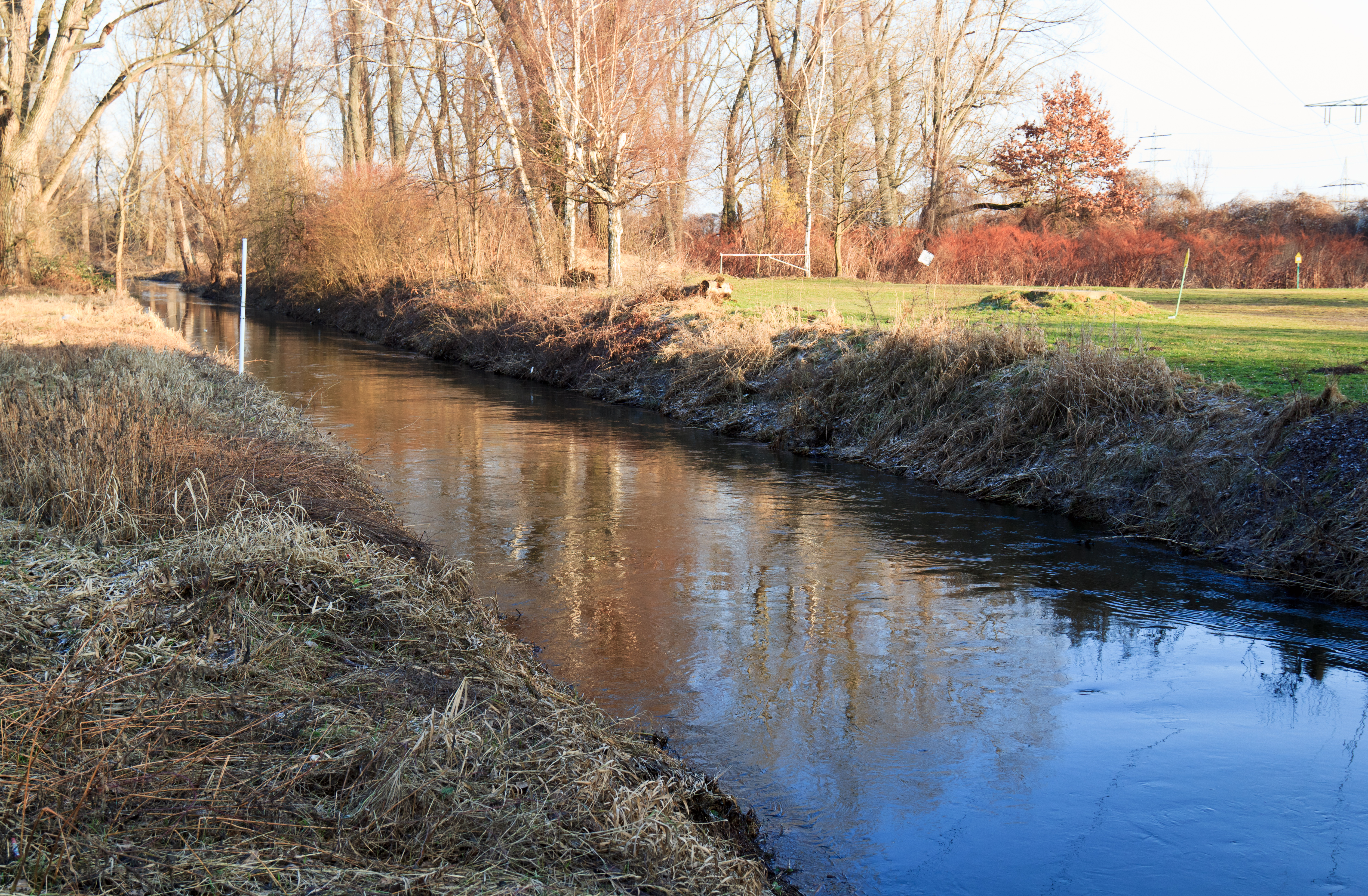
Unterhalb der Waldmühle
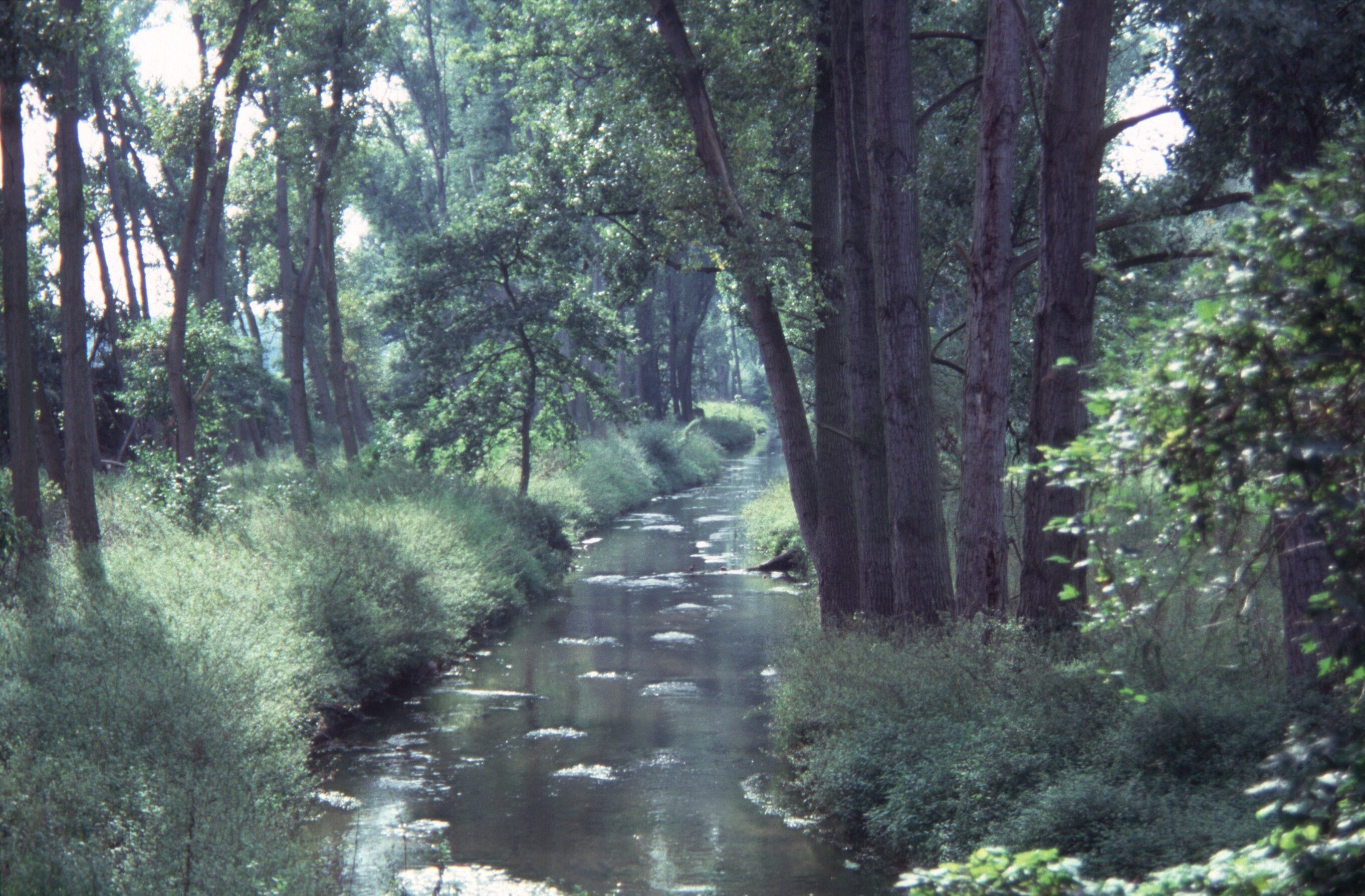
Oberhalb von Rheingönheim
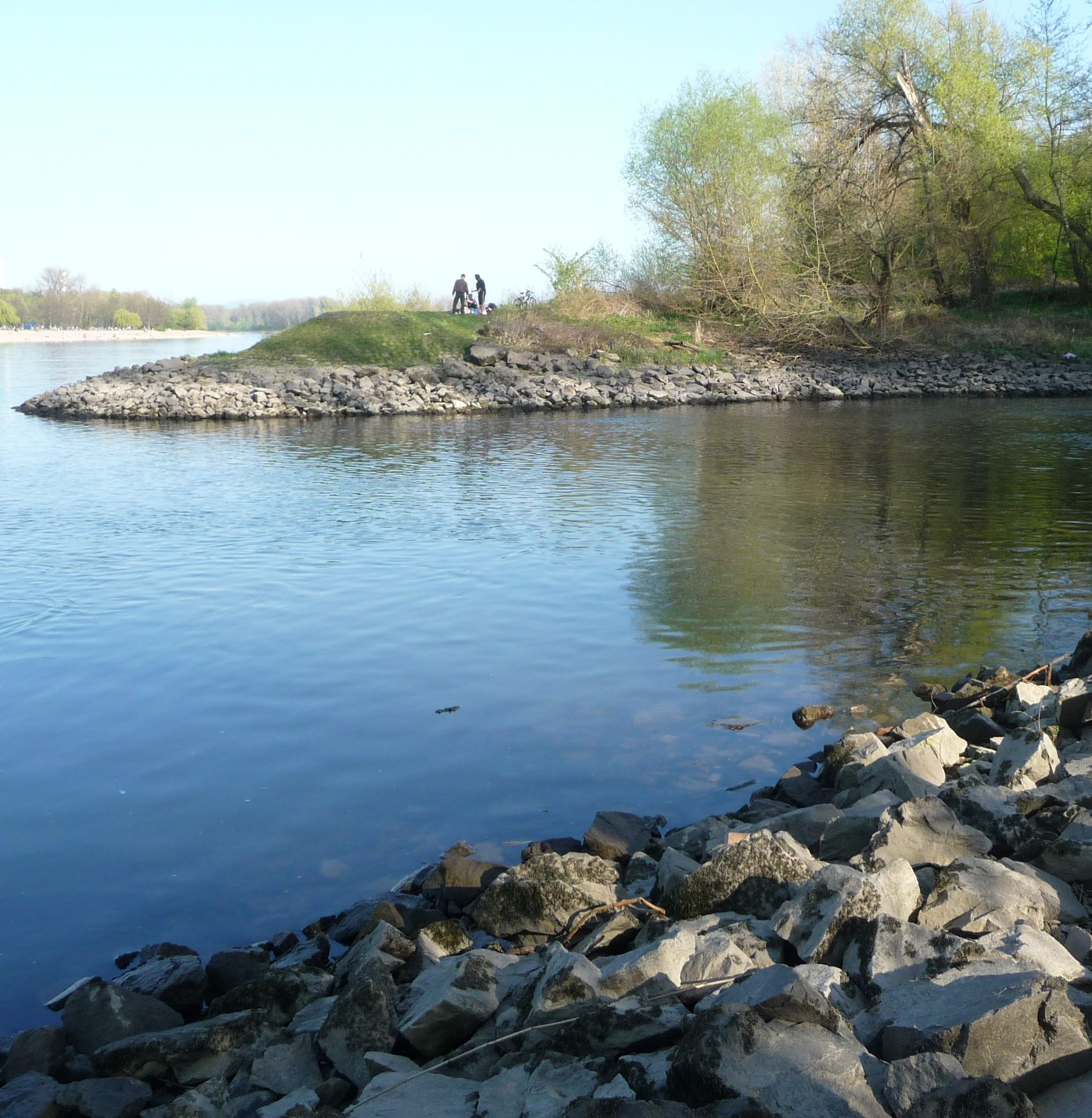
Rehbachmündung (von rechts) in den Rhein

### Einzugsgebiet
Das 150,723 km² große Einzugsgebiet des Rehbachs erstreckt sich von der nördlichen Oberhaardt über den Speyerbachschwemmkegel und die Frankenthaler Terrasse bis zur Speyerer Rheinniederung und wird durch den Bach über den Rhein zur Nordsee entwässert.

### Zu- und Abflüsse
Die wichtigsten linken Nebenflüsse des Rehbachs sind der knapp 12 km lange Mußbach, der zwischen dem gleichnamigen Neustadter Ortsteil und Haßloch mündet, der Landwehrgraben, der in Haßloch nach links abgeleitet und 7 km unterhalb in Iggelheim wieder eingeleitet wird, der 9,2 km lange Steinbach, der oberhalb von Schifferstadt in den Rehbach fließt, sowie der 18,4 km lange Ranschgraben. Dieser geht wie der Rehbach selbst aus dem Speyerbach hervor – im Süden von Haßloch – und mündet nördlich von Limburgerhof-Rehhütte von links in den Rehbach, nachdem er diesen einige hundert Meter zuvor beim Weiler Kohlhof von rechts kommend sogar unterquert hat. Der Ranschgraben verläuft auf der ursprünglichen geologischen Abflusslinie des Speyerbachs.
Wenige Meter oberhalb der Mußbachmündung wird aus dem Rehbach nach rechts der Rückgängergraben abgeleitet. Er fließt anschließend auf 2,8 km im Abstand von 200 bis 400 m etwa parallel zum Rehbach und bewässert dabei den Nordrand des Ordenswalds. Sein Name weist auf die Fortbewegungsart der im Graben vorkommenden Flusskrebse hin. Der Rückgängergraben mündet westlich von Haßloch von rechts in den Rehbach zurück.
Als Querverbindung vom Rehbach (Abfluss Schifferstadt) in Nordrichtung zur Isenach (Einleitung Lambsheim) verläuft der etwa 16 km lange Floßbach. Im 18. Jahrhundert für die Trift von Scheitholz angelegt, sammelt er heute das Wasser von Bewässerungsgräben, führt aber in Abhängigkeit von dessen Verbrauch durch die Landwirtschaft vor allem im Südteil nicht ständig Wasser. Seine Gewässergüte wird mit „vollständig verändert“ angegeben.

Zuflüsse und Abzweige
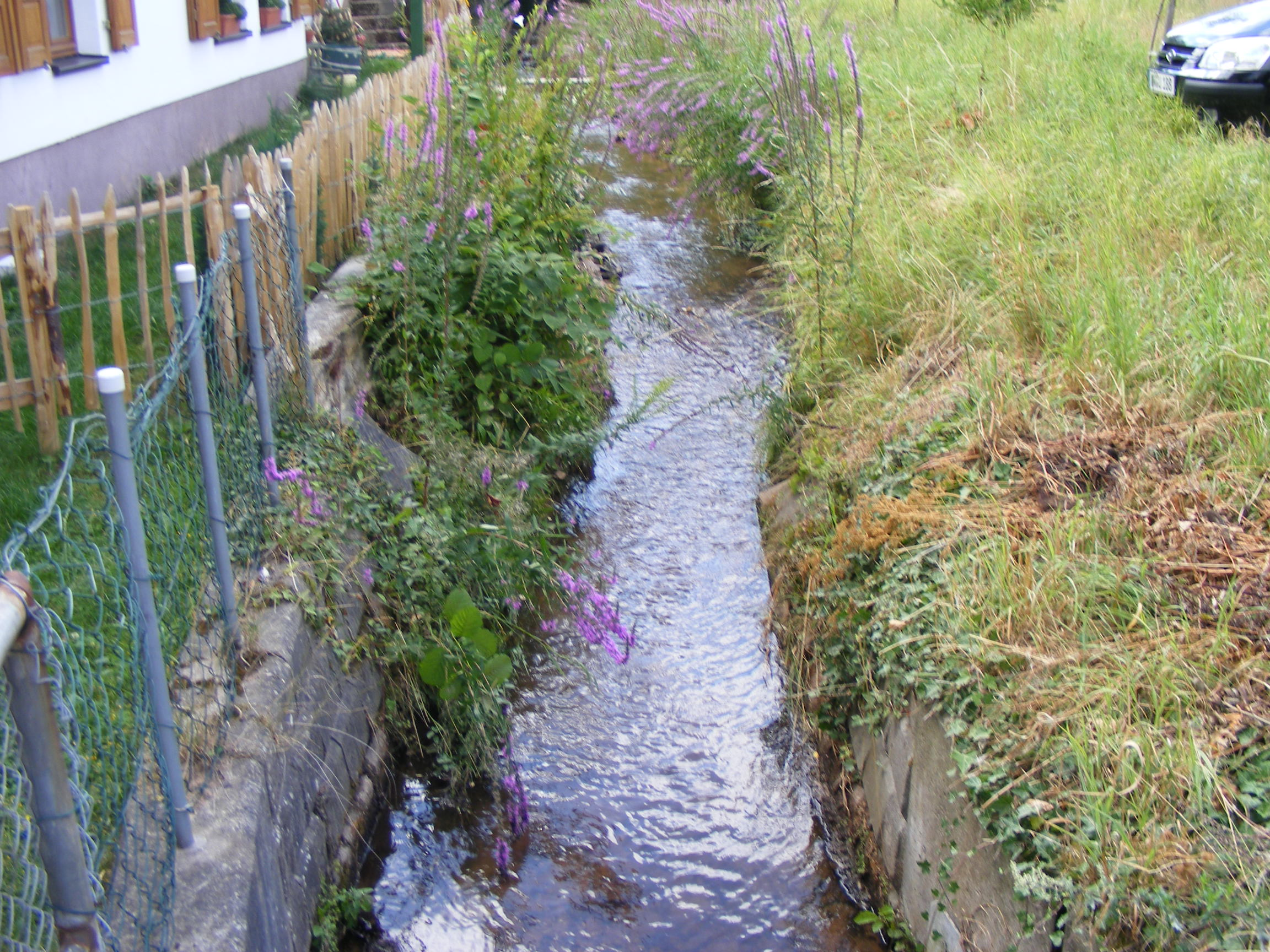
Der Mußbach an der Grenze Gimmeldingen / Mußbach
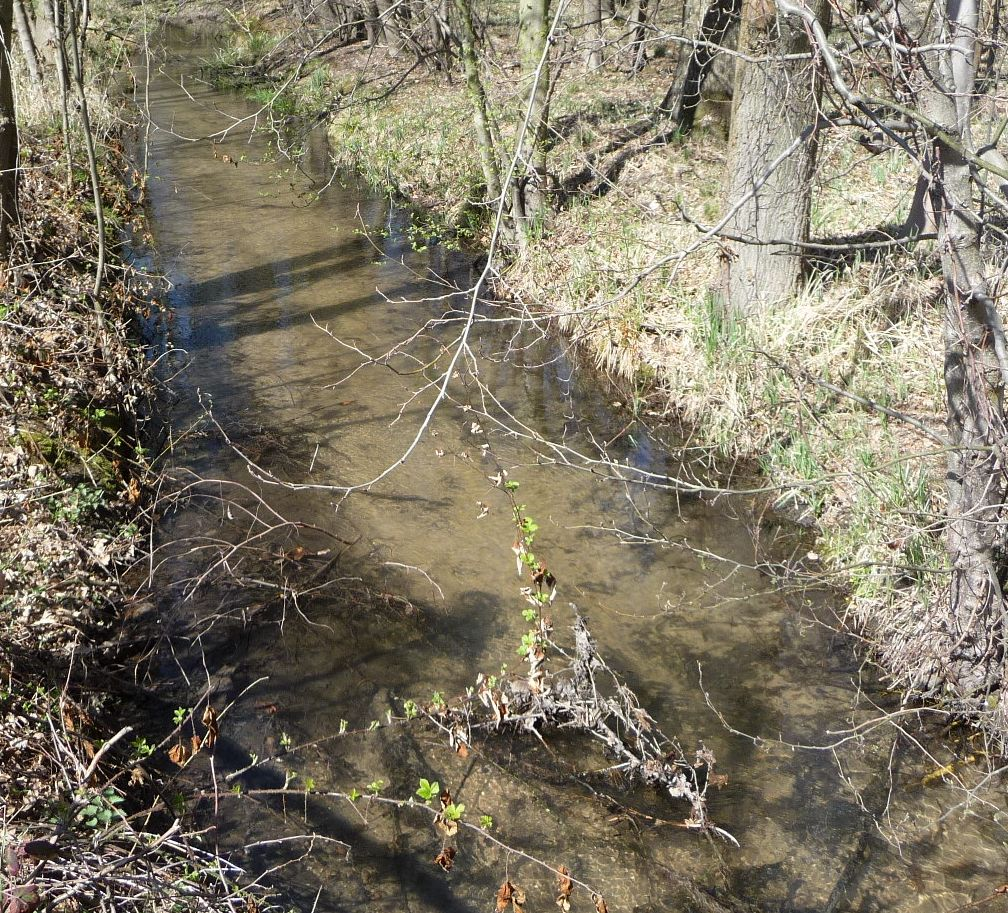
Oberer Ranschgraben (Erbsengraben) bei Lachen-Speyerdorf
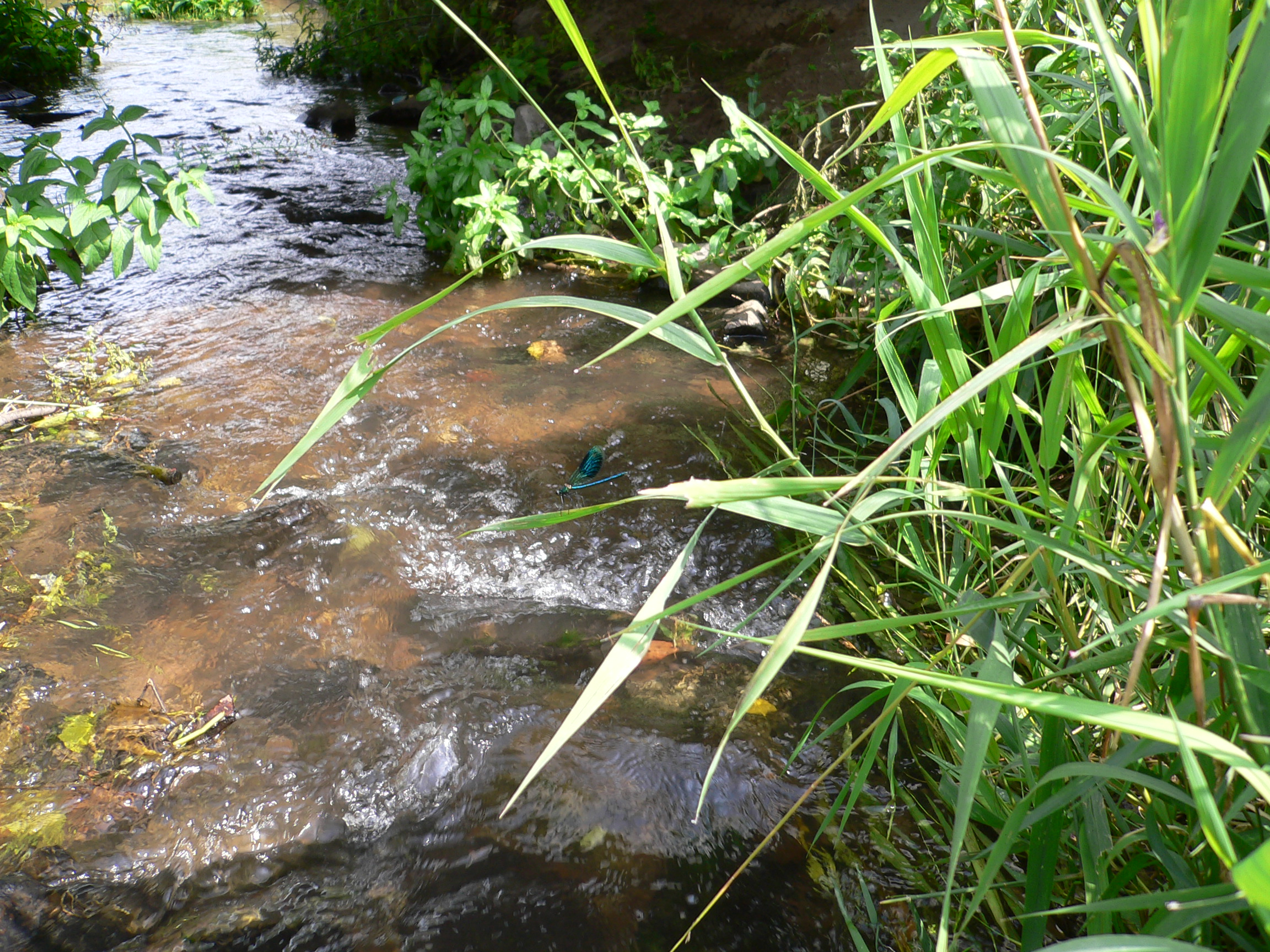
Landwehrgraben in Haßloch

### Ortschaften
- Neustadt an der Weinstraße, Stadtviertel Winzingen
- Haßloch
- Böhl-Iggelheim, Ortsteil Iggelheim
- Schifferstadt
- Limburgerhof
- Neuhofen
- Ludwigshafen am Rhein, Stadtteil Rheingönheim

## Geologie
Der Rehbach fließt mit seiner gesamten Länge in der vorderpfälzischen Rheinebene. Für das heutige Tiefland war das wichtigste Ereignis der Landschaftsentwicklung der Einbruch des Oberrheingrabens gegenüber den umgebenden Mittelgebirgen, der im Alttertiär vor etwa 50 Millionen Jahren einsetzte und bis in die Jetztzeit andauert. Der ursprüngliche Unterlauf des Speyerbachs schuf mit der Ablagerung von Materialien, die von seinem Wasser weiter oben – vor allem im Pfälzerwald – ausgeräumt und streckenweise mitgeführt wurden, einen breiten Schwemmfächer mit Aufschüttungs- bzw. Abtragungsterrassen. Bevor menschliche Eingriffe in die Laufrichtung des Speyerbachs erfolgten, verlagerte sich dieser, beeinflusst besonders durch klimatische Faktoren wie anhaltende Trockenheit oder starke Niederschläge, über lange Zeiträume innerhalb des Schwemmfächers in Maßen hin und her. Dem Rehbach, der gegen Ende des Mittelalters aus dem Speyerbach abgeleitet wurde, wurde dann ein Laufweg im Bereich des linken Schwemmfächerrandes geschaffen.

## Geschichte

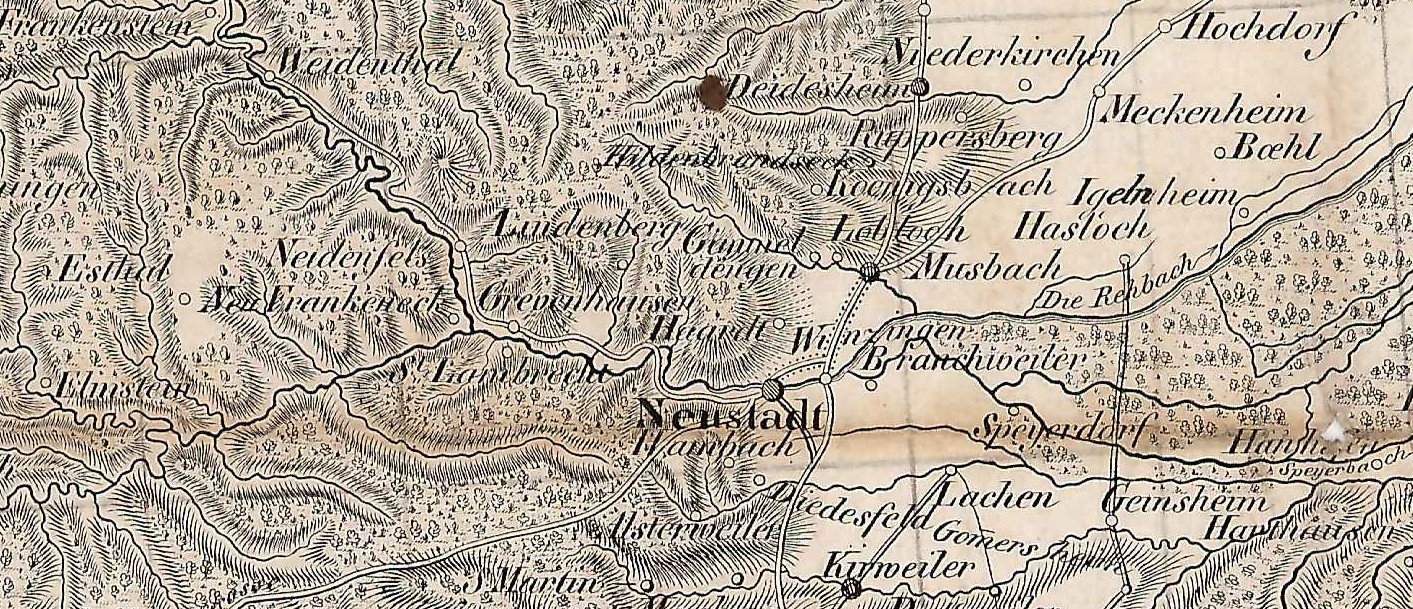
„Die“ Rehbach im Bereich von Neustadt auf einer Karte von 1817

Der Rehbach wurde bereits im Mittelalter im damaligen Dorf Winzingen, das heute ein Stadtviertel von Neustadt ist, aus dem Speyerbach nach links abgeleitet.
Im Bereich von Haßloch und Iggelheim wurde der Bach auf etwa 7 km Länge in zwei parallele Arme aufgeteilt. Sie lieferten das Antriebswasser für die örtlichen Mühlen und Sägewerke. Am südlichen Arm, dem eigentlichen Rehbach, sind noch drei Anlagen erhalten. Der nördliche Arm ist der Landwehrgraben, der in Iggelheim von links wieder einmündet.
Unterhalb von Böhl-Iggelheim empfängt der Rehbach über den Steinbach zusätzlich das Wasser des 10 Hektar großen Niederwiesenweihers, eines renaturierten Baggersees, der ab 1973 in einer vormaligen Kiesgrube entstand.
1981 wurden große Teile des von Speyerbach und Rehbach durchflossenen Gebiets zwischen Neustadt und Speyer, die nicht baulicher Nutzung unterliegen, zum Landschaftsschutzgebiet Rehbach-Speyerbach erklärt.